# Finn filmművészet
A finn filmművészet hosszú múltra tekinthet vissza, az első filmvetítésre nem sokkal a mozgókép-technológia feltalálása után került sor (a világon az első filmvetítés 1895-ben, Finnországban 1896-ban volt). Egy évtized múlva, 1907-ben elkészült az első finn film. A kezdeti lépések után a haladás igen lassú volt. 1907 után két olyan időszak is volt (1909–1911 és 1917–1918) , amikor egyáltalán nem készültek finn filmek. Ezt részben a politikai helyzet eredményezte, mivel Finnország nagyhercegségként az Orosz Birodalom része volt, és így a nemzetközi helyzet befolyása alatt állt.
1917-ben Finnország függetlenné vált, és 1918-ban következett a finn polgárháború. Miután a politikai helyzet letisztult és stabilizálódott, a finn társadalom és kulturális élet fejlődésnek indult. Egyre több filmet gyártottak, amelyek fontos szerepet játszottak a finn társadalomban. A fejlődés csúcspontja a némafilm korszakának lezárulta után, az 1940-es és 1950-es években volt, amikor három stúdió gyártott filmet, és versenyzett a piacon. Az 1960-as évek társadalmi változásaival, amelyeket részben a politikai változások, részben az új szórakozási lehetőségek okoztak, a film vonzereje csökkent, gyakorlatilag mindegyik stúdió bezárt, a filmek túlságosan politikusak és művésziek voltak a tömegek számára, mivel úgy tekintették, hogy a kommersz filmek elavultak és ízléstelenek. Csak kevés rendező állt ellen ennek a tendenciának, és készített népszerű filmeket, amelyet a nézők szerettek, és a kritikusok leszóltak.
A finn filmművészet megújulása az 1990-es években következett be, amikor a filmrendezők új generációja új eszméket hozott be. A megújulás részben annak is köszönhető, hogy a kereskedelmi sikert már nem tekintették művészetlennek, így a kereskedelmi filmgyártás is részesült az állami támogatásokból. A 2000-es években a finn filmművészet virágzik, számos film és rendező ér el nemzetközi sikert, és talál kedvező fogadtatásra a nézők és a kritikusok részéről. Évente 15–20 egész estés finn film készül, olyan nemzetközileg is elismert új műfajokban, mint az akciófilm vagy a  vu-hszia.
A finn mozik többsége a Finnkino cég tulajdonában van.

## Története

### 1896–1920: A függetlenség előtt

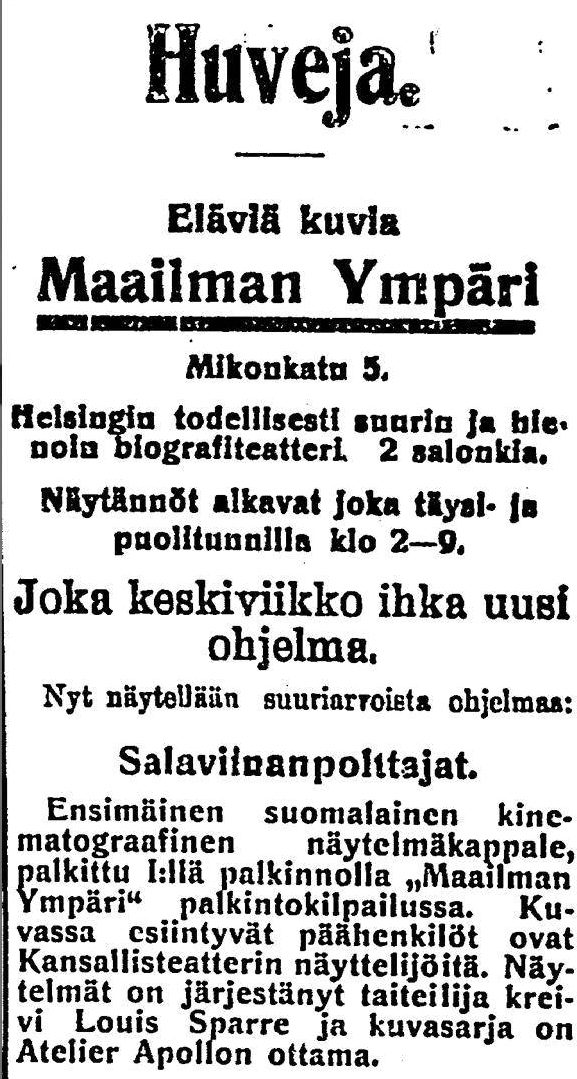
Mozihirdetés a Helsingin Sanomatban, 1907

A finn filmművészet Lumière bemutató körútja nyomán született meg, melynek első vetítése 1896. június 27-én volt Helsinkiben. A magas helyárak és a kevés közönség miatt a vetítőgép csak 8 napig maradt a helsinki városházán, a fotográfus Karl Emil Stahlberg mégis fellelkesülten akcióba kezdett. Egy év múlva átvette a Lumiére-filmek forgalmazását, Helsinkin kívül pedig Oskar Alonen révén váltak elérhetővé az „élő képek”. A film ekkoriban nem művészet, csupán vásári látványosság volt, a nézők láthatták a vonat érkezését, a baba reggelijét, vagy távoli tájak elevenedtek meg a vásznon.
Az első filmvállalat, a Pohjola 1899-ben kezdett filmeket forgalmazni egy cirkuszi impresszárió igazgatása alatt.1904-ben Stahlberg nyitotta meg Finnország első állandó moziját, a Maailman Ympäri-t (A Föld körül). Még ebben az évben elkészültek az első, „életből ellesett” jelenetek, a korai finn dokumentumfilmek.
Az első játékfilm, a Salaviinanpolttajat (Zugpálinkafőzők) is Stahlberg nevéhez kötődik. Az általa vezetett Apollo filmvállalat számára készítette egy svéd rendező, valamint a finn Nemzeti Színház egyik színésze, Teuvo Puro közreműködésével. A történet két hőse illegális pálinkafőzdét nyit, egyik vásárlójukkal leülnek kártyázni, közben az italt kóstolgatják. A játék hevében összeverekednek, tűz üt ki, a vásárló elmenekül, a szeszfőzők lebuknak.
1907–1916 között Finnországban 25 játékfilmet forgattak; ezek közül csak a Sylvi (1913) című házassági drámából maradtak meg részletek. A film alapjául a nők egyenjogúságáért küzdő Minna Canth műve alapján készült.

### 1920–1930: A némafilm évei

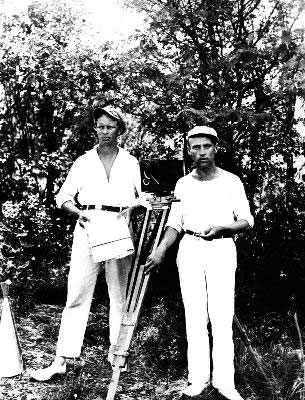
A Suomi-Filmi alapítói, Erkki Karu és Eino Kari, 1927

A Suomi-Filmi megalapítása (1919) és igazgatójának, Erkki Karunak (1887–1935) a kinevezése döntő jelentőségű volt művészeti és gyártási szempontból egyaránt. (Az 1920-as években Finnországban összesen 44 játékfilm készült, ebből 24 a Suomi-Filmi produkciója.) Karu rendezte a korszak legfontosabb filmjeit. Nummisuutarit (A pusztai vargáék, 1923) című üde hangvételű népi vígjátéka, a némafilm-korszak egyik alapvető remekműve, Aleksis Kivi darabjából készült. Karu más jelentős filmjei Koskenlaskijan morsian (A vízesésen leereszkedő felesége, 1923), az első finn film, amely nemzetközi forgalomba került; Kun isällä on hammassärky (Amikor apának fáj a feje, 1923), egy rövid, szürrealisztikus tréfa; és a Meidän poikamme  (A mi fiaink, 1929).
A vidéki nézőket mélyen érintették a Suomi-Filmi falusi témájú filmjei. Pár kísérlet történt ugyan városiasabb vagy európaibb filmek készítésére, ilyen volt például a Karu által rendezett Suvinen satu (1925), de ezek nem vonzották a közönséget.
A Suomi-Filmi másik nagy rendezője Teuvo Puro volt, többek között ő készítette az Ollin oppivuodet (Olli tanulóévei, 1920) című filmet, és a kevés finn horrorfilm egyikét. A némafilm-korszak egyik furcsa egyénisége volt Carl von Haartman, katona és kalandor, aki katonai tanácsadóként dolgozott Hollywoodban, ezért alkalmasnak találták filmrendezésre. Két kémfilmje, a Korkein voitto (A legfőbb nyeremény, 1929) és Kajastus (Derengés, 1930) egészen nézhető volt, de nem arattak közönségsikert.
Az állandó pénzhiány miatt a filmek nem voltak technikailag tökéletesek, és túlságosan irodalomcentrikusak voltak, a film sajátos kifejezőeszközeit még csak néhány alkotó használta.

## 1931–1933: Az első hangosfilmek
Elsőként a Lahyn-Filmi, egy turkui cég próbálkozott a hangosfilm-készítéssel; az első bemutató 1929. szeptemberben került sor Turkuban. Az első egész estés hangosfilmet a cég vezetője, Yrjö Nyberg (utóbb Yrjö Norta rendezte  Sano se suomeksi (Mondd el finnül, 1931) címen, de ez inkább csak zenés revüszámok sorozata volt.
A Suomi-Filmi ugyanebben az évben állt át a némafilmekről a hangosfilmekre. A cég első hangsávval rendelkező filmje még csak zenét és hangeffektusokat tartalmazott; az első valódi hangosfilm az Erkki Karu-rendezte Tukkipojan morsian (1931) volt, szintén falusi dráma.

### 1934–1939: A finn film aranykora

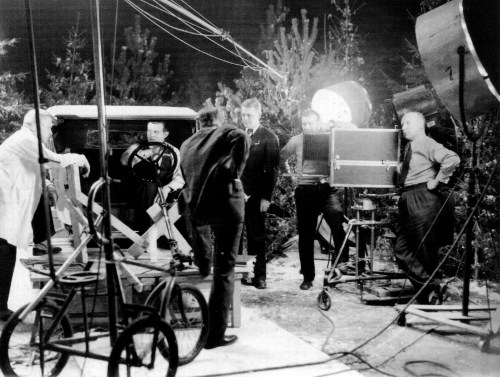
A Vaimoke című film forgatása, 1936

1933-ban Karu új vállalatot alapított Suomen Filmiteollisuus néven, ami néhány sikeres vígjáték után a Suomi-Filmi legfőbb riválisa lett. A két cég közötti verseny gyümölcsözőnek bizonyult; az évtized végéig évente mintegy húsz egész estés film készült. A belföldi filmek nézettsége nőtt. A két nagy stúdió mellett néhány kisebb is létezett. A hangosfilm meghozta a közönség étvágyát a hazai filmekre. A finn hangosfilm történetében a nagy áttörést a Siltalan pehtoori (A siltalai ellenőr, 1934, r. Risto Orkko) című film hozta meg, amelyre közel egymillió néző volt kíváncsi. Az 1930-as évek nagy rendezőegyéniségei voltak még Teuvo Tulio (1912–2000) és Valentin Vaala (1909–1976). Vaala napjainkban is a korszak legkedveltebb rendezője. Könnyed filmjeiben számos filmsztárt szerepeltetett; a Kaikki rakastavat (Mindenki szeret, 1935) címűben jelentek meg például Tauno Palo és Ansa Ikonen.

### 1940-es és 1950-es évek
A háborús konjunktúra kedvezett a filmgyártásnak, és a nehéz időkben nagy volt az igény a tömeges, olcsó szórakozásra. Az 1940-es években a film filmek nemzetközi sikereket is arattak. Amikor a háború után a különféle szórakoztatási formák és az amerikai filmek behozatala megindult, a hazai filmek lassan elveszítették törzsközönségüket.
Erkki Karu halála után a Suomen Filmiteollisuus vezetését Toivo Särkkä vette át, aki nagyon eredményesen irányította a céget. Az általa rendezett A csavargó keringője (Kulkurin valssi, 1941) másfél millióan; az Edvin Laine által rendezett Ismeretlen katona című filmet (1955) 2,8 millióan látták. A "klasszikus korszak" fontos rendezői Edvin Laine (1905–1989) és Matti Kassila (1924–2018), mindkettőjük pályája az 1940-es években indult, mely később rendkívül sokoldalúan teljesedett ki.
A televízió elterjedésével a filmművészet az egész világon válságba jutott, Finnországban ez az 1950-es években következett be. Az 1960-as években volt a legrosszabb a helyzet, leállt a Suomen Filmiteollisuus, minek következtében a filmipar szerkezete összeomlott, majd a Suomi-Filmi és a Fennada-Filmi lecsökkentette a filmek készítését.

### 1960 – 1980: Az új hullám
Az állam 1961 óta támogatja a filmgyártást, kezdetben különféle díjak formájában. Egyes rendezők, például Edvin Laine folytatták a klasszikus hagyományt, emellett olyan nemzeti filmgyártás jött létre, amelyet úttörő munkák jellemeztek. A korszak jelentős rendezői Mikko Niskanen, Risto Jarva és Matti Kassila. A korszak legtöbbet emlegetett rendezői közé tartozott Jörn Donner; az egyik legnagyobb filmsiker Rauni Mollbergnek Lappföldön játszódó filmje, a Bűnös dal a föld című volt.

### 1980-as évek:  Kaurismäki-korszak

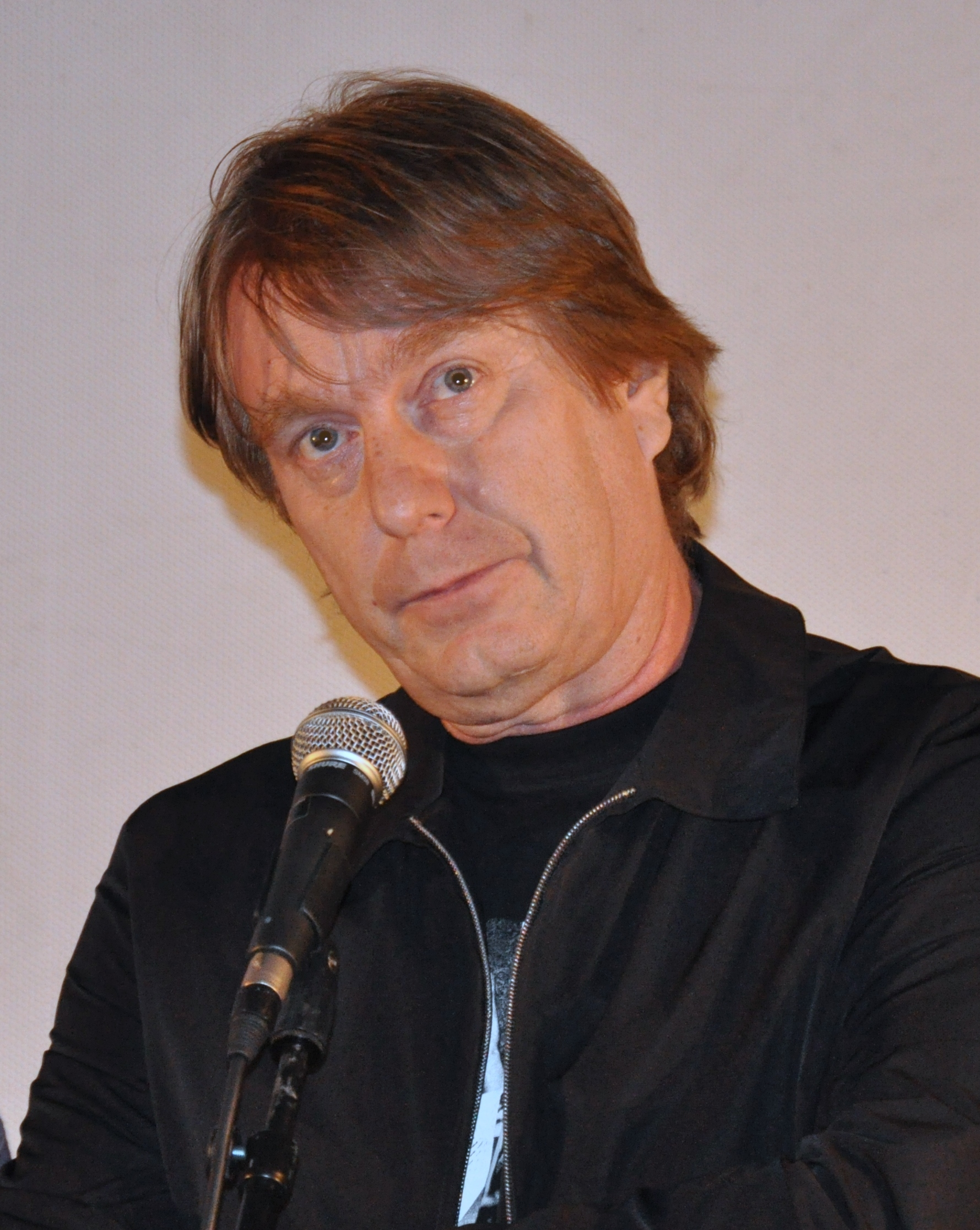
Mika Kaurismäki

Az 1980-as években újabb válság söpört végig a filmiparon, annak ellenére, hogy végbement a nemzedékváltás, valamint új irányzatok jelentek meg. A videó megjelenésével a mozinézők száma jelentős mértékben visszaesett. 
Az 1980-as évek nemzedékének zászlóvivői külföldön és belföldön a Kaurismäki-testvérek. A közös produkciók után Mika Kaurismäki inkább a hagyományos filmzsáner vonalát vitte tovább a road movie, a vígjáték, a bűnügyi történet felhasználásával. Ugyanakkor Aki Kaurismäki stílusát és témáit tekintve rendkívül egyéni látásmódú alkotóvá fejlődött, aki szereti a fekete humort, tudatosan használja a hagyományokat, (még némafilmet is készített) tömör, fegyelmezett kifejezőeszközeit könnyű felismerni. A múlt nélküli ember (2002) óriási nemzetközi siker volt, fesztiváldíjat kapott Cannes-ban, és Oscar-díjra jelölték.
Ugyanebben az évtizedben forgatták első filmjeiket Janne Kuusi, Lauri Törhönen, Veikko Aaltonen, Markku Lehmuskallio és Taavi Kassila is.

### 1990-es évek
1990-es évek elején a finn gazdaság és a finn filmművészet válságban volt; a filmre szánt támogatás csökkent. Az évtized végére a támogatási politikát sikerült átalakítani, s egyéb más tényezőknek is köszönhetően 1999-ben a mozikban végre 30 hazai filmet mutattak be, a nézőszám is 25 százalékkal növekedett. Fontos továbbá, hogy 4 finn film vezette a nézettségi listát: Olli Saarela Rukajärven tie (Előörs); Raimo O. Niemi: Poika ja ilves (Tommy és a vadmacska); Aleksi Mäkelä: Häjyt; Timo Koivusalo: Kulkuri ja joutsen; valamennyi esetben több mint 200 000 néző volt kíváncsi egy-egy filmre. Az 1990-es évek jelentős rendezője még Markku Pölönen, aki új irányzatot hozott a vidéki Finnországot bemutató alkotásaival, melyek nagy sikert arattak a közönség és a kritika körében is.
Sok fiatal tehetség tűnt fel az 1990-es végén. Figyelemre méltó a női rendezők erős mezőnye, közülük érdemes megemlíteni Pirjo Honkasalo, Kaisa Rastimo és Auli Mantila nevét. Napjaink finn filmművészetének talán egyik központi motívuma a visszatérés a korábbi kifejezési módokhoz, a nemzeti hagyományokhoz, a nemzeti identitás kereséséhez.

### 2000-től
A finn film az ezredfordulót követően is töretlen népszerűségnek örvend, a fiatal nemzedék új témákat és műfajokat fedez fel.

## Filmművészeti főiskolák
Finnországban két főiskolán lehet filmes szakon tanulni: a Lahti Alkalmazott Tudományok Egyetemén (Lahden ammattikorkeakoulu) és a helsinki Aalto Egyetemen.

## Filmfesztiválok
Közel húsz, különböző súlypontokkal rendelkező filmfesztivál teszi lehetővé Finnországban a filmmel kapcsolatos széleskörű vitát, így például a Midnight Sun Filmfesztivál, a DocPoint – helsinki dokumentumfilm-fesztivál, a Tamperei Nemzetközi Rövidfilm-fesztivál (1970-tő kezdve; ez ez a legrégebbi az országban, vagy a Helsinki Nemzetközi Filmfesztivál a fiatal független filmesek számára.
2017-ben Magyarországon hatodik alkalommal rendezték meg a Finn Filmnapokat a Finnagora szervezésében.

## Fordítás
- Ez a szócikk részben vagy egészben  a   Finnischer Film című német Wikipédia-szócikk ezen változatának fordításán alapul.  Az eredeti cikk szerkesztőit annak laptörténete sorolja fel. Ez a jelzés csupán a megfogalmazás eredetét és a szerzői jogokat jelzi, nem szolgál a cikkben szereplő információk forrásmegjelöléseként.
- Ez a szócikk részben vagy egészben  a   Cinema of Finland című angol Wikipédia-szócikk ezen változatának fordításán alapul.  Az eredeti cikk szerkesztőit annak laptörténete sorolja fel. Ez a jelzés csupán a megfogalmazás eredetét és a szerzői jogokat jelzi, nem szolgál a cikkben szereplő információk forrásmegjelöléseként.